# Leon Uris
Leon Uris (Baltimora, 3 agosto 1924 – Long Island, 21 giugno 2003) è stato uno scrittore e sceneggiatore statunitense.

## Biografia
Nasce da famiglia ebraico-statunitense. Il padre emigrò dalla Polonia, raggiungendo gli Stati Uniti dopo alcuni anni trascorsi in Palestina.
Nel 1942, a diciassette anni, si arruola nei U.S. Marines e viene impiegato nel sud Pacifico, partecipando alle azioni di Guadalcanal e di Tarawa. Nel 1945, mentre sta recuperando la salute minata dalla malaria, conosce e sposa Betty Beck, anch'ella appartenente al corpo dei marines.
Autore di numerose sceneggiature scritte per Hollywood, Leon Uris raggiunge la notorietà grazie a romanzi che hanno per soggetto storie ambientate nel periodo bellico o nel nascente stato di Israele.
I suoi primi lavori pubblicati sono Il grido della battaglia (1953), che racconta le gesta di una squadra di Marines durante la guerra nel Pacifico, e The Angry Hill (1955), una novella ambientata in Grecia durante la seconda guerra mondiale, che vede la partecipazione della Jewish Brigade.
Il successo viene raggiunto per merito della trasposizione cinematografica del suo terzo romanzo, Exodus (1958), la cui regia viene affidata a Otto Preminger, che ha per soggetto l'esodo dei superstiti dai campi di sterminio nazisti verso la terra promessa ostacolato dall'esercito britannico.
Mila 18 (1961) narra le vicende della rivolta del ghetto di Varsavia, con protagonisti un gruppo di insorti destinati al sacrificio.
In Armageddon (1963) ricostruisce i piani dei servizi di intelligence britannici e statunitensi per la pianificazione dell'occupazione e della pacificazione della Germania sconfitta.
Un altro suo lavoro viene preso a prestito dal cinema grazie al grande Alfred Hitchcock, che dirige Topaz (1967), una spy-story che ha come sfondo il dispiegamento di missili sovietici a Cuba durante le ore della crisi che ha rischiato di scatenare una nuova guerra mondiale.
In QB VII (1970), il protagonista è un medico polacco deportato in un campo di sterminio nazista.
Uris abbandona i suoi classici temi per scrivere Trinità (1976), romanzo epico ed enciclopedico sulle lotte condotte dagli irlandesi per conquistare l'indipendenza; sullo sfondo di una saga familiare che si dipana dal XVIII secolo fino agli inizi del XX secolo.
Nel 1984 pubblica Hagj.
Mitla Pass (1988) è un romanzo quasi autobiografico, che ha inizio durante la crisi del Canale di Suez del 1956 ed è incentrato sull'esperienza di Gideon Zadok (alias Leon Uris?), uno scrittore ebreo-americano che copre come giornalista il conflitto. Il protagonista si confronta con la storia della famiglia Zadok a partire dal 1888.
Redemption (1995) è il sequel di Trinità, con la famiglia di Conor Larkin, rivoluzionario irlandese, i fratelli Liam e Dary e il figlio di Liam Rory, che nella prima metà del XX secolo emigrano in Nuova Zelanda. Rory sarà un eroe a Gallipoli durante la prima guerra mondiale.
A God in Ruins (1999), ambientato tra il 1940 e il 2008, narra la vita di Quinn Patrick O'Connell, candidato democratico alle elezioni presidenziali statunitensi del 2008, della sua famiglia e quella del suo rivale Thornton Tomtree.
Il suo ultimo libro, O'Hara's Choice (2003), ha come protagonista Zachary O'Hara, irlandese emigrato di prima generazione che, venti anni dopo la conclusione della guerra civile, cerca di persuadere il segretario alla Marina della necessità di creare un nuovo reparto di fanteria di marina che diventerà il U.S. Marine Corps.

## Opere
- Grido di battaglia (Battle Cry), 1953
- The Angry Hills, 1955
- Exodus (Exodus), 1958
- Mila 18 (Mila 18), 1961
- Armaghedon: Catastrofe a Berlino (Armageddon: A Novel of Berlin), 1963
- Topaz (Topaz), 1967
- The Third Temple (con Strike Zion di William Stevenson), 1967
- QB VII (QB VII), 1970
- Irlanda bella e tragica (Ireland, A Terrible Beauty), 1975 (con Jill Uris)
- Trinità (Trinity), 1976
- Gerusalemme cantico dei cantici (Jerusalem: A Song of Songs), 1981 (con Jill Uris)
- Hagj (The Haj), 1984
- Mitla Pass (Mitla Pass), 1988
- Redemption, 1995
- A God in Ruins, 1999
- O'Hara's Choice, 2003